# Oxyopes juvencus
Oxyopes juvencus är en spindelart som beskrevs av Embrik Strand 1907. Oxyopes juvencus ingår i släktet Oxyopes och familjen lospindlar.
Artens utbredningsområde är Sri Lanka. Inga underarter finns listade i Catalogue of Life.